# Pāśupata
Pāśupata è una setta religiosa indiana, probabilmente la più antica fra le principali tradizioni śaiva, tradizioni religiose che considerano Śiva quale Essere Supremo. La dottrina della setta fu sistematizzata da Lakulīśa nel II sec. I testi principali della scuola sono i Pāśupata Sūtra, il relativo commento Pañchārtha bhāṣya di Kauṇḍinya (V sec.), e la Gaṇakārikā.

## Storia

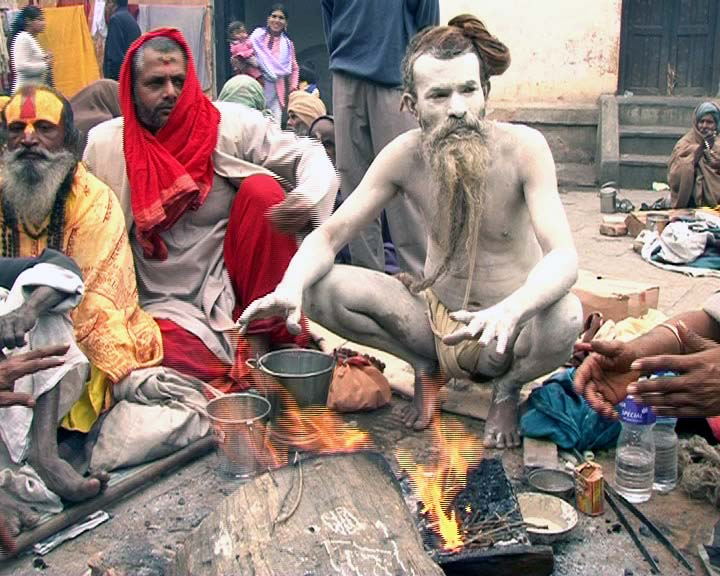
Un sadhu presso il Tempio di Pashupatinat, Kathmandu, Nepal. Il tempio, che risale almeno al IV secolo, è dedicato a Śiva nel suo aspetto Pāśupati. L'asceta, col corpo cosparso di cenere, sembra ricordare gli antichi Pāśupata.

Il nome, Pāśupata, deriva da Paśupati ("Signore del bestiame"), epiteto della divinità vedica Rudra, precursore del deva Śiva, e si può quindi intendere come "seguaci di Paśupati". La tradizione vuole che i Pāśupata Sūtra (i sūtra di Paśupati) sarebbero stati rivelati da Śiva stesso sotto le spoglie di Lakulīśa, personaggio probabilmente realmente esistito, che dai seguaci era ritenuto essere avatāra del Dio.
La data di fondazione della scuola è incerta, vi sarebbero tuttavia riferimenti della sua presenza già nel I secolo, mentre altri, come Gavin Flood, fanno risalire la data di fondazione al II secolo.
La setta viene citata anche nel poema epico Mahābhārata, che assume la sua forma definitiva intorno al IV secolo. Il movimento Pāśupata raggiunse il periodo di massima influenza nell'India del Sud nel periodo compreso tra il VII e il XIV secolo. Attualmente la setta si è estinta.
Fra i Pāśupata sono sorte più branche, fra le quali occorre menzionare i Lākula, setta ancora più estrema dei Pāśupata stessi. Da questa sono derivati i Kālāmukha, attivi fra il IX e il XIII secolo, rimpiazzati poi dai Liṅgāyat, tradizione ancora viva soprattutto nello stato del Karnataka. Tutte queste sette fanno parte di quello che dall'indologo Alexis Sanderson è stato definito il "cammino esteriore" (atimārga) delle tradizioni śaiva non puraniche, quelle che cioè non adottano come testi dottrinali fondamentali i Purāṇa.

## Panoramica
I Pāśupata costituivano un movimento ascetico basato principalmente sulla devozione (bhakti). Il termine paśu si riferisce alla creazione del mondo come effetto, in relazione alla sua dipendenza da un principio creativo. Pati significa causa, principio, indicando così il Signore, che è la causa dell'universo, il Sovrano. Per liberarsi dalle catene mondane, gli adepti vengono istruiti alla Pāśupata vrata ("la regola dei Pāśupata").
L'Atharvaśiras Upaniṣad descrive questa pratica spirituale come quella che consiste nel cospargere il proprio corpo con la cenere e, al tempo stesso, mormorare un mantra: «Agni è cenere, Vāyu è cenere, l'acqua è cenere, la terra è cenere, il cielo è cenere, tutto è cenere, la mente e questi occhi sono cenere».

## Le pentadi e le funzioni
La Haradattacharya, nella Gaṇakārikā, spiega che un maestro spirituale è colui che conosce le otto Pentadi e le tre Funzioni. Le otto Pentadi sono: Acquisizione (risultato dell'esperienza), Impurità (il male nell'anima), Espedienti (mezzi di purificazione), Località (aiuti per incrementare la conoscenza), Perseveranza (resistenza nelle pentadi), Purificazione (eliminazione delle impurità), Iniziazione e Poteri:
| Acquisizione  | Conoscenza                      | Penitenza                 | Permanenza del Corpo               | Costanza                    | Purezza              |
| Impurità      | False concezioni                | Demerito                  | Attaccamento                       | Egoismo                     | Caduta               |
| Espedienti    | Uso della casa                  | Devozione nei Mantra      | Meditazione                        | Attenzione continua a Rudra | Apprensione          |
| Località      | Insegnamento spirituale         | Una caverna               | Un posto speciale                  | Campi crematori             | Rudra                |
| Perseveranza  | Differenza                      | Indifferenza              | Mantra                             | Accettazione                | Devozione            |
| Purificazione | Perdita di ignoranza            | Perdita di demerito       | Perdita di attaccamento            | Perdita di interesse        | Perdita nella caduta |
| Iniziazione   | La materia                      | Il tempo personale        | Il rito                            | L'immagine                  | La guida spirituale  |
| Poteri        | Devozione alla guida spirituale | Chierezza dell'intelletto | Conquista del piacere e del dolore | Il Merito                   | Attenzione           |

Le tre Funzioni corrispondono ai mezzi per guadagnarsi il cibo quotidiano: mendicità, vivere di elemosine, vivere di opportunità occasionali.

## Filosofia
La dottrina Pāśupata disapprova la teologia vaiṣṇava, nota per l'asservimento delle anime all'Essere Supremo, per il fatto che il nulla non può essere il mezzo per la cessazione del dolore e del desiderio. Essa riconosce che coloro che desiderando l'indipendenza dipendono da altri, non potranno mai emanciparsi perché ancora dipendono da qualcosa di diverso da sé. Secondo i Pāśupata, gli spiriti possiedono gli attributi della Divinità Suprema, quando in loro avviene la liberazione dal "germe di ogni dolore". In questo sistema la cessazione del dolore è di due tipi, impersonale e personale. Nel caso impersonale avviene la cessazione assoluta di tutti i dolori, mentre il caso personale consiste nello sviluppo delle competenze visive, quali la rapidità del pensiero, assumendo forme a piacere. Il Signore è ritenuto possessore di poteri infiniti, visivi, e attivi.
Il Pañchārtha bhāṣya divide il mondo creato in entità senzienti ed entità insenzienti. Le entità insenzienti sono inconsce, e quindi dipendendo dalla coscienza. Le entità insenzienti si dividono ulteriormente in cause ed effetti. Gli effetti sono di dieci tipi: la terra, i suoi elementi e le loro qualità. Le cause sono tredici: i cinque organi della conoscenza; i cinque organi di azione; i tre organi interni: l'intelletto, il principio dell'Io e del principio conoscente. Queste cause insenzienti sono ritenute responsabili dell'illusoria identificazione del Sé con il non-Sé. Lo spirito senziente, che è soggetto a trasmigrazione, è di due tipi: colui che brama e colui che non brama. Colui che brama è lo spirito associato ad un organismo e agli organi di senso, mentre l'altro è lo spirito privo di questi.
Il concetto di unione nel sistema Pāśupata è concepito come la congiunzione dell'anima con Dio attraverso l'intelletto. L'unione si realizza in due modi: attraverso le azioni, e attraverso la cessazione di ogni azione. L'Unione col Divino che avviene attraverso l'azione consiste nel religioso mormorio dei mantra e nella meditazione; mentre l'unione col Divino attraverso la cessazione delle azioni avviene tramite la coscienza.

## Differenze con altre scuole indiane di filosofia
La cessazione della sofferenza in altri sistemi come il Sāṃkhya si verifica attraverso la mera cessazione della miseria, ma nella scuola Pāśupata significa il raggiungimento della perfezione divina. In altre filosofie il mondo creato è ciò che è venuto nell'esistenza, ma in questo sistema esso è eterno. In altre scuole di pensiero la rinascita come Deva nel piano superiore comporta un ritorno nel ciclo delle rinascite, ma in questo sistema si traduce nella vicinanza con l'Essere Supremo.

## Rituali
Il rituale e le pratiche spirituali avevano come fine l'acquisizione del merito (puṇya). Erano contemplati rituali primari e secondari: i primi consistevano nei mezzi diretti per l'acquisizione del merito, includendo atti di pietà e posture varie. Gli atti di pietà erano: fare il bagno tre volte al giorno, stendersi sulla sabbia e officiare con oblazioni di riso, canti, danze, sacri mormorii, eccetera. Le posture implicavano azioni assurde come il russare, mostrare segni di sonno durante la veglia, zoppicare, corteggiare o gesticolare come un innamorato fa nel vedere una donna giovane e bella, parlare senza senso, eccetera. I rituali secondari consistevano nell'uso di marchi di purezza dopo il bagno.